# Намибийская фондовая биржа
Намибийская фондовая биржа — фондовая биржа в Виндхуке, Намибия. Биржа была создана 30 сентября 1992 года. В самом начале своего существования на бирже имели листинг 37 компаний, из которых 14 были местными, а 23 иностранными компаниями. В настоящее время на бирже котируются акции 39 компаний.